# 南傑克森維爾 (伊利諾伊州)
南傑克森維爾（英語：South Jacksonville）是位於美國伊利諾伊州摩根縣的一個村落。

## 地理
南傑克森維爾的座標為39°42′34″N 90°13′47″W / 39.70944°N 90.22972°W，而該地最高點為海拔高度191米（即627英尺）。

## 人口
根據2010年美國人口普查的數據，南傑克森維爾的面積為6.15平方千米，當中陸地面積為6.00平方千米，而水域面積為0.15平方千米。當地共有人口3331人，而人口密度為每平方千米541人。